# 昆西园教堂

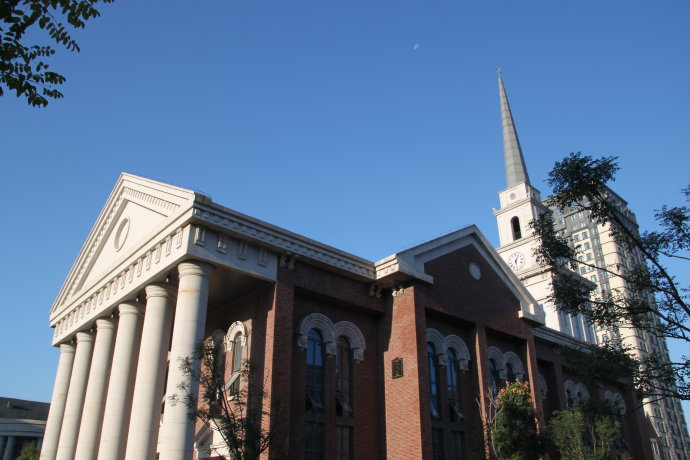
昆西园教堂

昆西园教堂是位于天津市滨海新区的一座基督新教教堂。于2017年3月3日献堂，3日21日由开发商招商泰达房产向三自爱国教会正式移交使用权，主任牧师现为李靖宇牧师。该堂名称取自物业所在开发项目，并无宗教寓意。使用者为天津三自会滨海新区开发区基督教会。

## 建筑
该建筑位于滨海新区开发区北海东路21号昆西园3号楼，建筑风格为新英格兰风格，占地面积1480平米。

## 历史
天津滨海新区及其前身天津经济技术开发区此前并无专门宗教活动场所。信徒参加活动需移步位于塘沽区的基督教塘沽堂。后期随人数增多，在中航大厦设立常驻堂址，外国人则在政府指定的场所进行小范围宗教活动。该堂的落成实现了开发区基督新教公开宗教活动场所零的突破。